# Journey to Silius
Journey to Silius (Japans: ラフワールド; Rough World) is een computerspel dat werd ontwikkeld door Tokai Engineering en uitgegeven door Sunsoft. Het spel kwam in september 1990 uit voor het platform Nintendo Entertainment System. Het spel speelt zich af in 0373 volgens de nieuwe ruimtekalender. Doordat de bevolking op aarde sterk stijgt zijn de aardbewoners genoodzaakt op ruimtekolonies te stichten. Het spel is een horizontaal scrollend platformspel. Het spel omvat zes levels dat bewaakt wordt door robotos. Elk level is voorzien van een eindbaas. Het perspectief van het spel is in de derde persoon.

## Ontvangst
| Beoordeeld door       | Datum         | Score |
| --------------------- | ------------- | ----- |
| VideoGame             | april 1991    | 100%  |
| NES Center            | 2001          | 90%   |
| Video Game Den        | 15 mei 2011   | 80%   |
| The Video Game Critic | 26 maart 2003 | 50%   |